# Clavier à code
Un clavier à code est un clavier de sécurité pour saisir un code de sécurité, par exemple pour ouvrir une porte d'immeuble.

## Différents types
On trouve plusieurs types de clavier à code :
- clavier codé DK85 : il est indépendant à double sortie, les codes sont mémorisés dans une EPROM (Erasable programmable Read only memory) permettent la sauvegarde lors de coupure d'alimentation ;
- clavier codé DK85BL : il est indépendant à double sortie à rétroéclairage, les codes sont mémorisés dans une EPROM permettent la sauvegarde lors de coupure d'alimentation ;
- clavier étanche DK9610 ;
- boitier à clé DK80 ;
- clavier étanche antivandales SU-N ;
- clavier antivandale SU2TM ;
- clavier et lecteur de proximité SU2PM.